# Provincialismo galego
O provincialismo foi um movimento político galeguista que surgiu em 1846 com levantamento por causa de uma insurreição militar e procurava a recuperação de Galiza como única província que mantivesse a unidade administrativa, social, cultural e econômica. Esta unidade havia se perdido com a divisão provincial de 1833, que que havia terminado formalmente com o que se chama de Reino da Galiza. Literariamente deu lugar ao Ressurgimento.
O provincialismo se gestou ao redor da Sociedade Patriótica e Ação Literária, um grupo de jovens fidalgos apaixonados pela literatura, que descobriram através da sua terra galega, o atraso no que estava sumida e o desprezo com que os considerava. Se reuniam em Santiago de Compostela periodicamente para realizar conferências sobre temas como a legitimidade da pena de morte, o socialismo de Fourier ou a emancipação da mulher. Publicavam em castelhano, em meios criados por eles como El Iris de Galicia, El Centinela de Galicia, El Idólatra de Galicia, El Emancipador Gallego, La Situación de Galicia, La Aurora de Galicia, etc., cujos títulos revelam qual era seu centro de interesse.
Seu líder mais destacado foi o jornalista Antolín Faraldo, que denominava à sua atividade "La Gran Obra". Junto a ele, Romero Ortiz, Neira de Mosquera ou Pío Rodríguez Terrazo. Como movimento nunca teve uns ideais claros e homogêneos. Se pretendia uma autonomia legislativa e tributária da Galiza, nunca clara, tal vez federalista, assim como a reforma do sistema universitário. O levantamento provocou o fuzilamento de 12 oficiais (os Mártires de Carral) e o exílio dos dirigentes civis do mesmo. O ideário galeguista prendeu na intelectualidade, dando origem ao Ressurgimento.